# Horst Kurt Greim
Horst Kurt Greim (* 21. September 1933 in Altenburg; † 30. Oktober 2008 in Eisenach) war ein deutscher evangelischer Theologe.

## Leben
Horst Greim war zunächst Diakon. 1970 wurde er zum Pfarrer im thüringischen Winterstein ernannt. 1978 schloss er sich dem evangelischen Medienbeirat an. 1979 wurde er zum Landeskirchenamt der Thüringer Landeskirche abgeordnet. Ihm gelang es in dieser Zeit den ersten Fernsehgottesdienst im Deutschen Fernsehfunk übertragen zu lassen. 1981 übernahm er die Leitung des Gemeindedienstes und organisierte fünf Landes- und vier regionale Kirchentage. Er initiierte unter anderem,  dass ein Gottesdienst aus der DDR im ZDF  übertragen wurde. Dieser Gottesdienst wurde Heiligabend 1982 in Finsterbergen gefeiert. Im gleichen Jahr folgte die Ernennung zum Kirchenrat. 1983 eröffnete er das Lutherjahr auf der Wartburg. Diese Veranstaltung wurde von der ARD in die Bundesrepublik Deutschland übertragen.
Nach der Wende 1989 wurde er Mitglied am Runden Tisch Medienpolitik und wirkte an der Demokratisierung des Rundfunks mit. Am 31. August 1991 trat als erster Sprecher aus der ehemaligen DDR in der Sendung Das Wort zum Sonntag auf. Greim wurde 1992 Vertreter für die Thüringische Landeskirche im Rundfunkrat des Mitteldeutschen Rundfunks und saß für die Bundesländer Sachsen, Thüringen und Sachsen-Anhalt im Programmbeirat der ARD. Zwischen 1991 und 1996 leitete er einen Untersuchungsausschuss, der mögliche Verstrickungen von MDR-Mitarbeitern mit dem Ministerium für Staatssicherheit untersuchte.
Seit 1992 war er Direktor des Evangelischen Stiftes in Reinhardsbrunn. 1995 ging er in Pension. Am 12. Dezember 2003 wurde ihm das Verdienstkreuz am Bande verliehen.